# Alida Pott

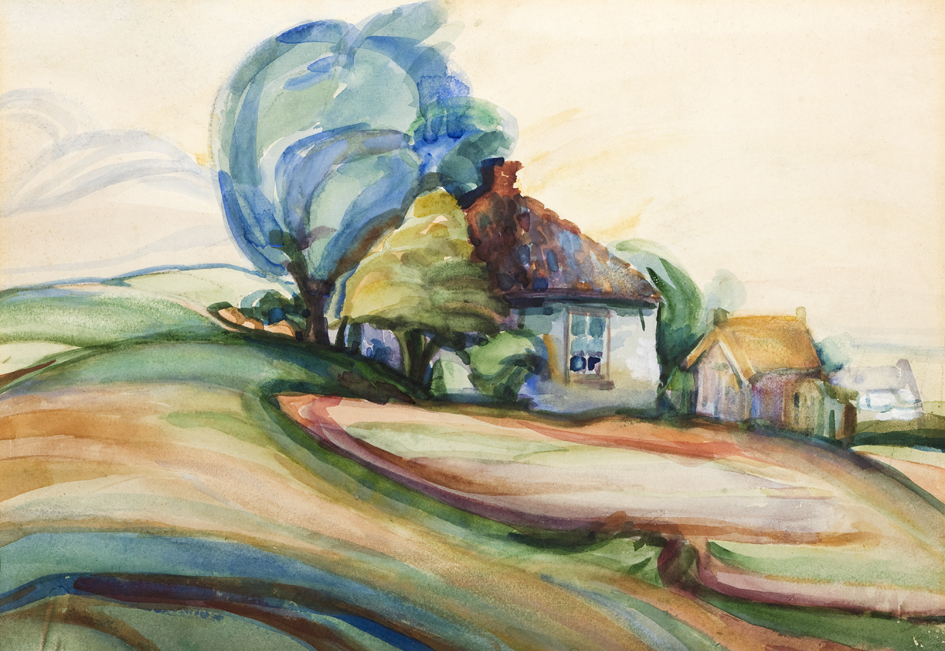
Landschap Reitdiepsdijk, Blauwborgje met verwaaide bomen, aquarel, 1918

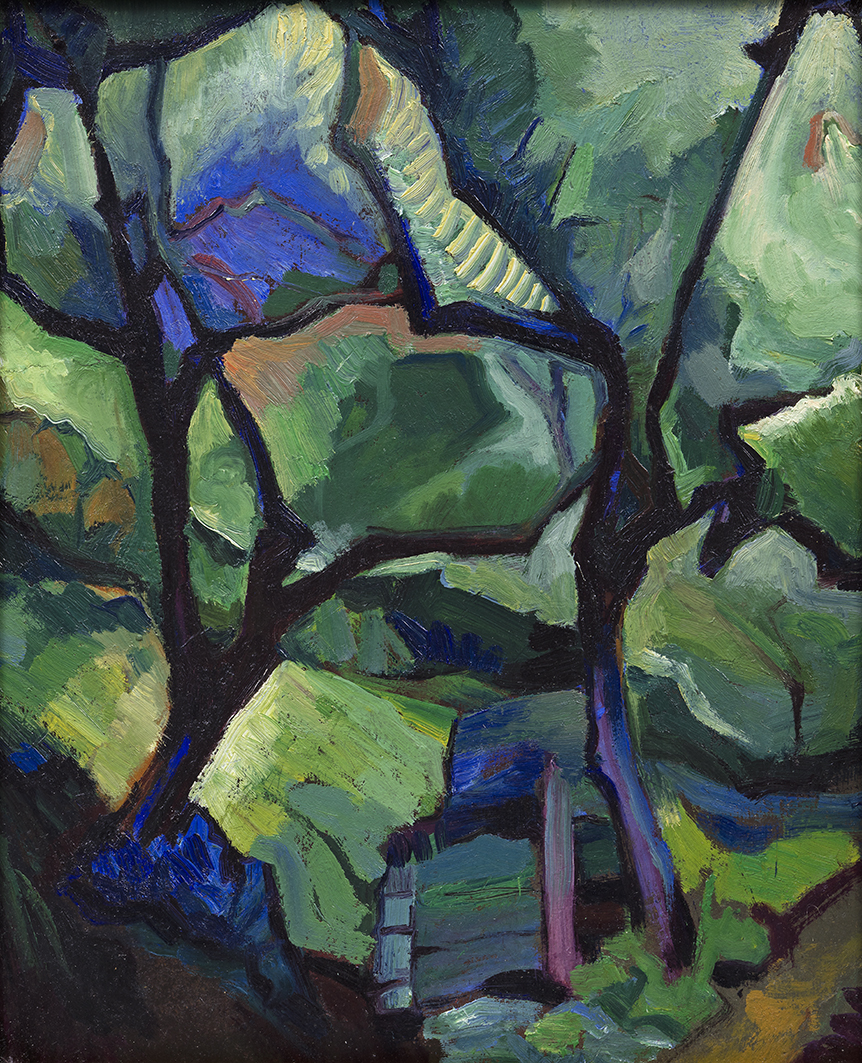
Boomgaard Blauwborgje, olieverf, 1920

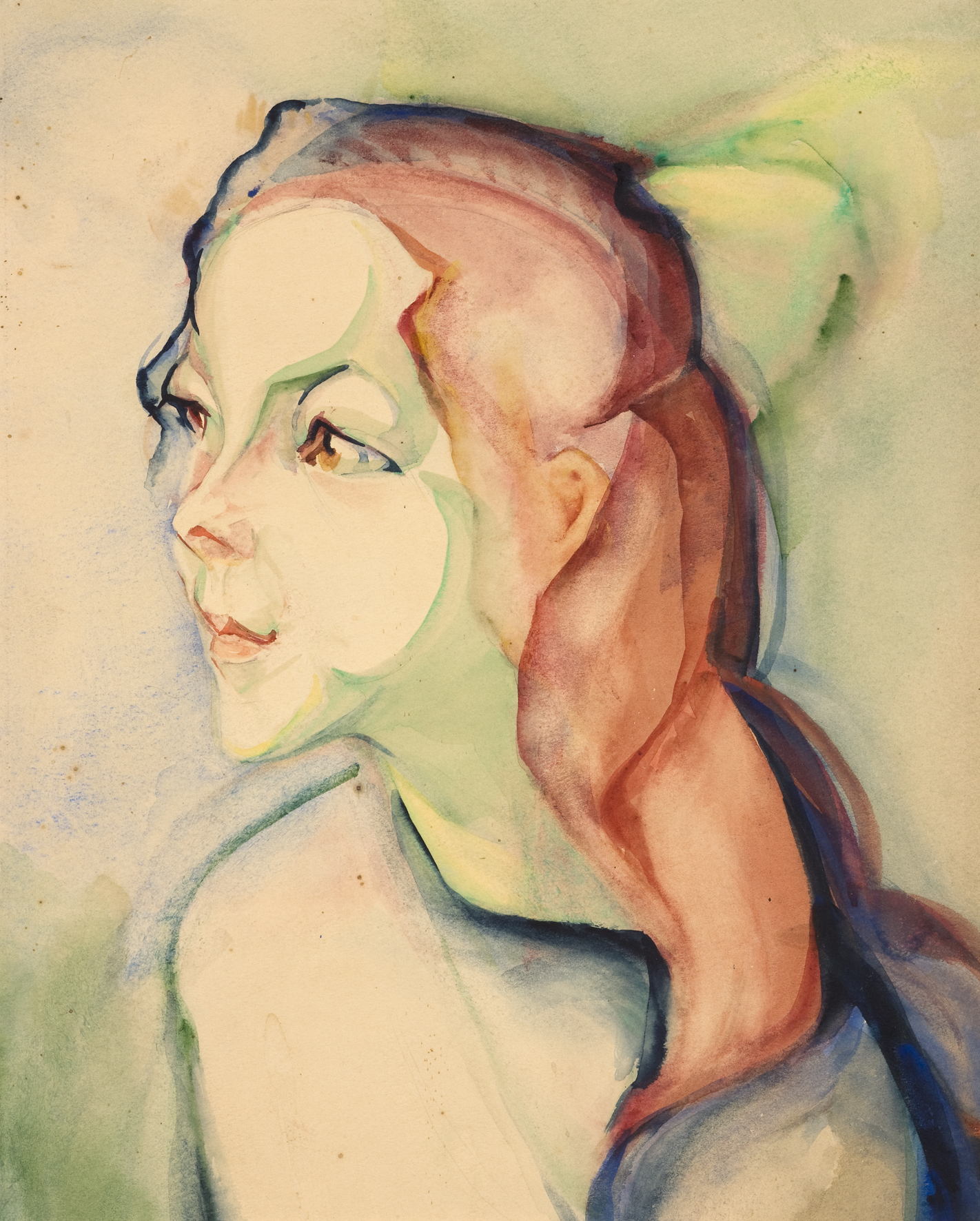
Meisje met rood lang haar en groene strik, 1925

Alida Jantina Pott (Groningen, 8 januari 1888 - aldaar 23 december 1931) was een Nederlands kunstschilderes en lid van de Groninger Kunstkring De Ploeg.

## Levensloop
Alida Pott werd in 1888 in Groningen geboren. Ze studeerde aan de Academie Minerva te Groningen en daarna aan de Haagsche Teeken-Academie. In 1912 studeerde ze af als tekenlerares en keerde naar Groningen terug. Van 1914 tot 1930 werkte ze als tekenlerares aan de Gemeentelijke Kweekschool voor Onderwijzeressen. In 1922 trouwde ze met George Martens (1894-1979), een van de oprichters van De Ploeg. Tijdens haar huwelijk bleef zij lesgeven in tekenen op de Gemeentelijke Kweekschool en was daardoor kostwinner, want Martens bleef vooral schilderen. Daardoor had ze weinig tijd voor haar werk als kunstenaar, maar ze bleef wel tekenen en aquarelleren. Het echtpaar kreeg twee zonen. Ze overleed in 1931 aan een longziekte.

## De Ploeg

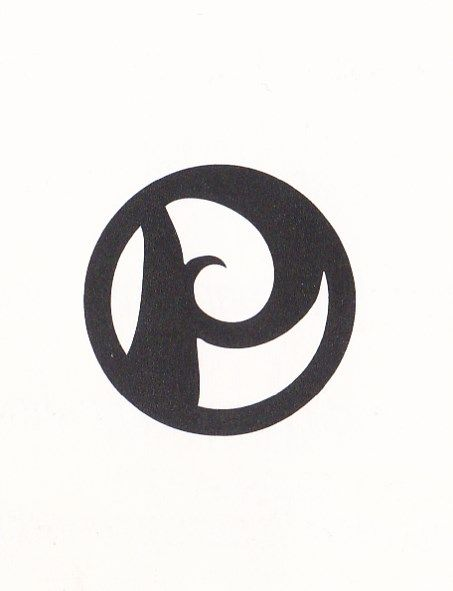
De Ploeg logo

Alida Pott behoorde tot de eerste Ploegleden en was ook de eerste vrouw die lid was. Voor de prijsvraag ‘een eenvoudig tekenend symbool’ te ontwerpen voor de nieuwe vereniging, kwam ze met het winnende ontwerp. Vanaf 1919 vormde een gestileerde, omcirkelde P het beeldmerk van ‘De Ploeg’.
Ze was een vaste bezoeker van het Blauwborgje, de boerderij aan het Reitdiep, iets ten noorden van de stad Groningen, waar de Ploegleden bijeenkwamen en schilderden. Ze vervulde verschillende bestuursfuncties en ze was van 1919 tot 1921 secretaris. Toen een voorzitter moest worden gekozen verloor ze nipt van Johan Dijkstra. Tot 1922 behoorde ze met haar werk tot de vaste vertegenwoordigers op de Ploegtentoonstellingen in de zalen van Kunstlievend Genootschap Pictura of bij Kunsthandel Ongering. De expositie van het najaar van 1925 was de laatste waaraan ze deelnam.

## Typering van het werk
Alida Pott werkte in verschillende stijlen "variërend van nauwkeurig uitgewerkt en traditioneel realisme tot een vlak-decoratieve stijl, waarin de doorwerking van verschillende stromingen van de avant-garde zichtbaar was. Pott leefde in verschillende werelden. Ze was zo Gronings als Blauwborgje, maar ze verwerkte ook Japanse kunst en liet moderne tendensen in haar werk toe, nog voordat de andere Ploegers het expressionisme of het constructivisme hadden ontdekt". Ze beheerste vrijwel alle technieken, maar haar aquarellen laten het meest het uitgesproken ‘Pott-handschrift’ zien.
Een bijzonder onderdeel van haar werk wordt gevormd door collages. Kunsthistorica Annemarie Timmer beschouwt deze als "een stellingname ten opzichte van de expressionistische wind die door ‘De Ploeg' waaide". Vermoedelijk was ze geïnspireerd door de dadaïstische collages van Kurt Schwitters. Zoals veel Ploegschilders was Pott ook actief op het gebied van vormgeving en kunstnijverheid. Ze beschilderde houten spelden met constructivistische motieven en tekende dessins voor wand- en tafelkleden.
Binnen De Ploeg nam Alida Pott een bijzondere plaats in. Haar werk kan niet zonder meer worden ondergebracht bij het typische expressionisme of constructivisme van De Ploeg. Wel was er een uitwisseling van ideeën met haar man George Martens, maar voor een sterke artistieke verwantschap liepen hun karakters te veel uiteen. Met Jan Gerrit Jordens (Alida Pott was bevriend met zijn vrouw Jet Jordens-Luchsinger) deelde ze de fascinatie voor bomen. Beiden waren geïnteresseerd in de lineaire structuur van stam en takken.

## Na 1931
Na haar dood werd het werk van Alida Pott bewaard door George Martens. Hij behield het voor zichzelf en tot aan zijn dood in 1979 was het slechts zelden in het openbaar te zien. Eerst in 1981 was er een grote overzichtstentoonstelling in de Fraeylemaborg te Slochteren. In 2021 was er een overzichtstentoonstelling in het Groninger Museum.
In de collectie van het Groninger Museum bevinden zich aquarellen van Alida Pott, waaronder Meisje met rood lang haar en groene strik, enkele olieverfschilderijen, zoals Boomgaard Blauwborgje en de samen met George Martens gemaakte affiche voor een Jurievrije tentoonstelling van De Ploeg.
Op de binnenplaats van Museum aan de A, de opvolger van het Noordelijk Scheepvaartmuseum te Groningen ligt de naar Alida Pott vernoemde tjalk Alida van George Martens, waarmee Ploegleden schildertochten maakten over het Wad.

## Galerij

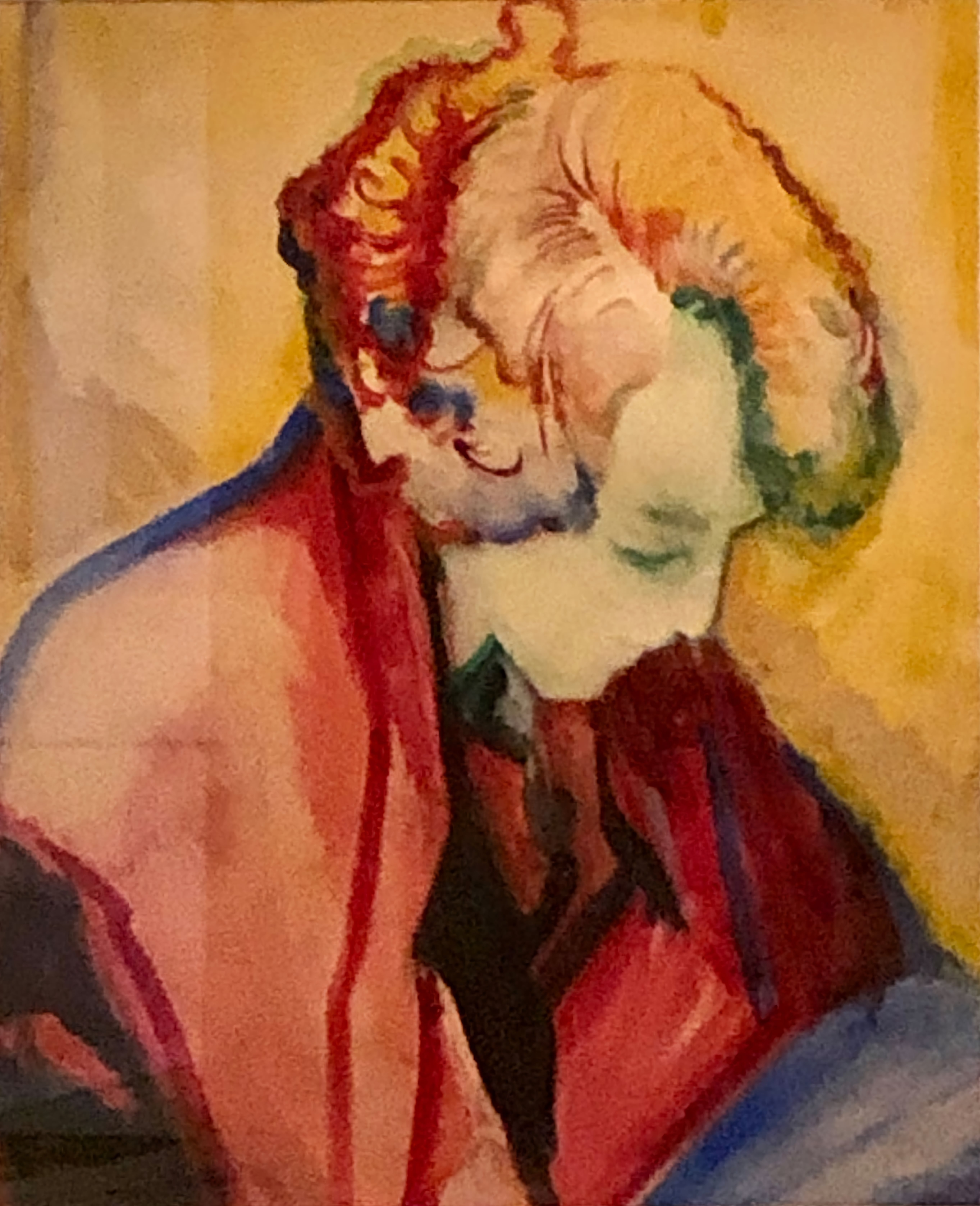
Vrouw van schuin boven (voor 1932)
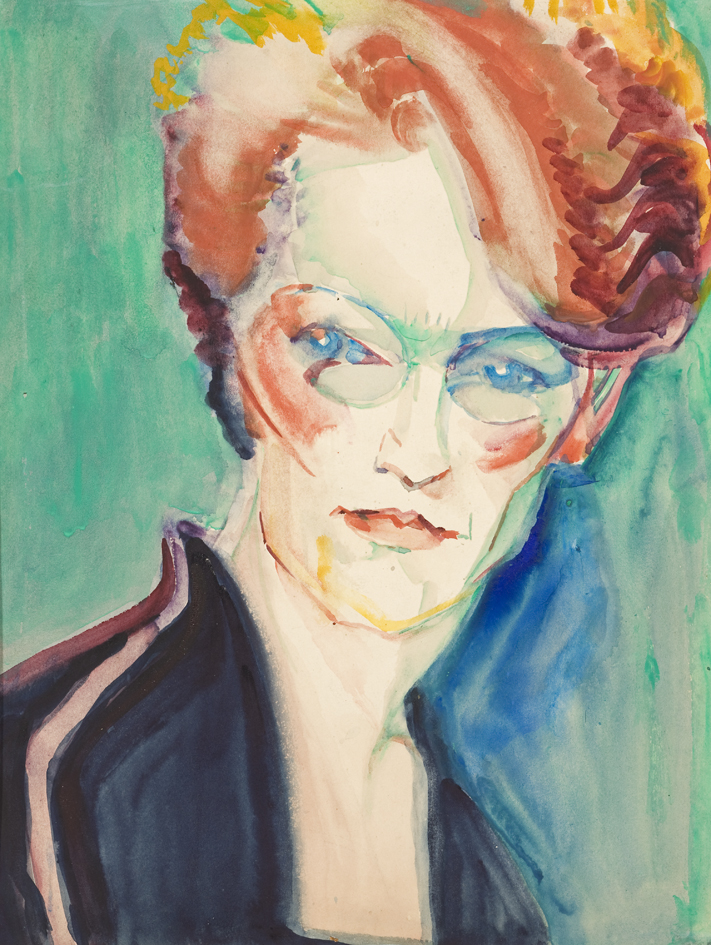
Hilde Idema (1925)
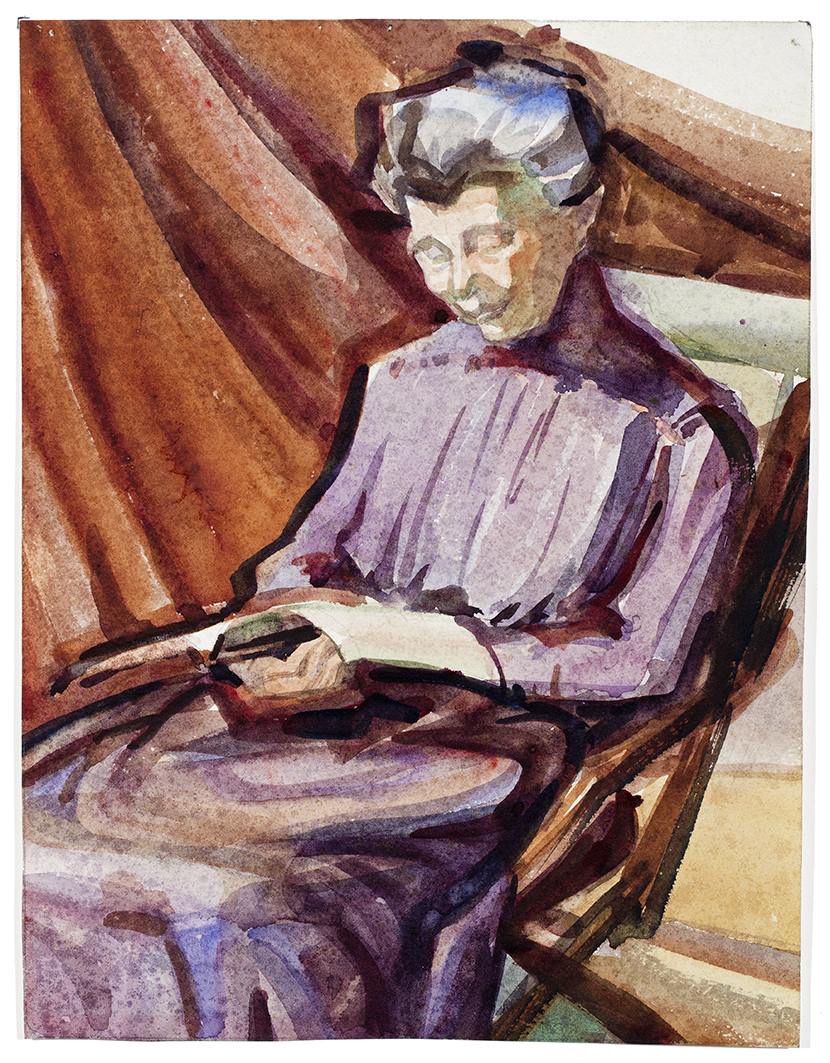
Tante Anne (1920-1925)
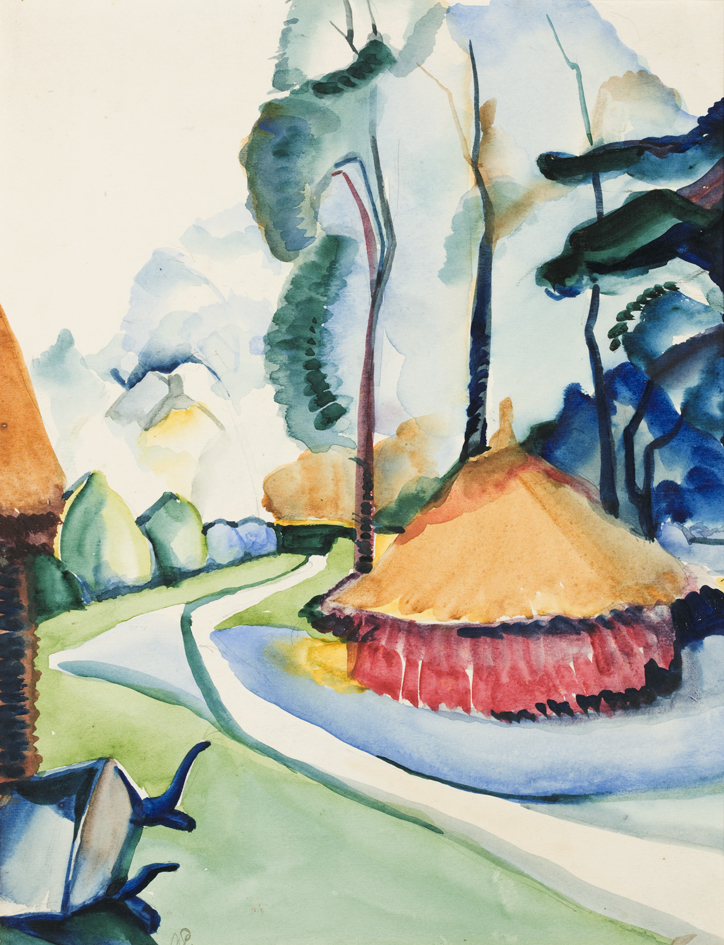
Erf met hoge bomen en hooiopper (circa 1922)